# Bencani
Pour l’article homonyme, voir Benčani.
Bencani (en italien : Benzani) est une localité de Croatie située en Istrie, dans la municipalité d'Oprtalj, dans le comitat d'Istrie. En 2001, la localité comptait 8 habitants.

## Démographie
| 1948 | 1953 | 1961 | 1971 | 1981 | 1991 | 2001 |
| ---- | ---- | ---- | ---- | ---- | ---- | ---- |
| 110  | 84   | 33   | 24   | 18   | 9    | 8    |